# Thọ Sơn (phường)
Thọ Sơn là một phường thuộc thành phố Việt Trì, tỉnh Phú Thọ, Việt Nam.
Phường Thọ Sơn có diện tích 0,96 km², dân số năm 1999 là 5.562 người, mật độ dân số đạt 5.794 người/km².